# Igel
Igel là một đô thị thuộc trong huyện Trier-Saarburg thuộc bang Rheinland-Pfalz, phía tây nước Đức. Đô thị này có diện tích 7,3 km², dân số thời điểm ngày 31 tháng 12 năm 2006 là 2042 người. Igel nổi tiếng với cột Igel, một mộ trang trí La Mã cổ, được UNESCO liệt kê vào danh sách di sản thế giới.

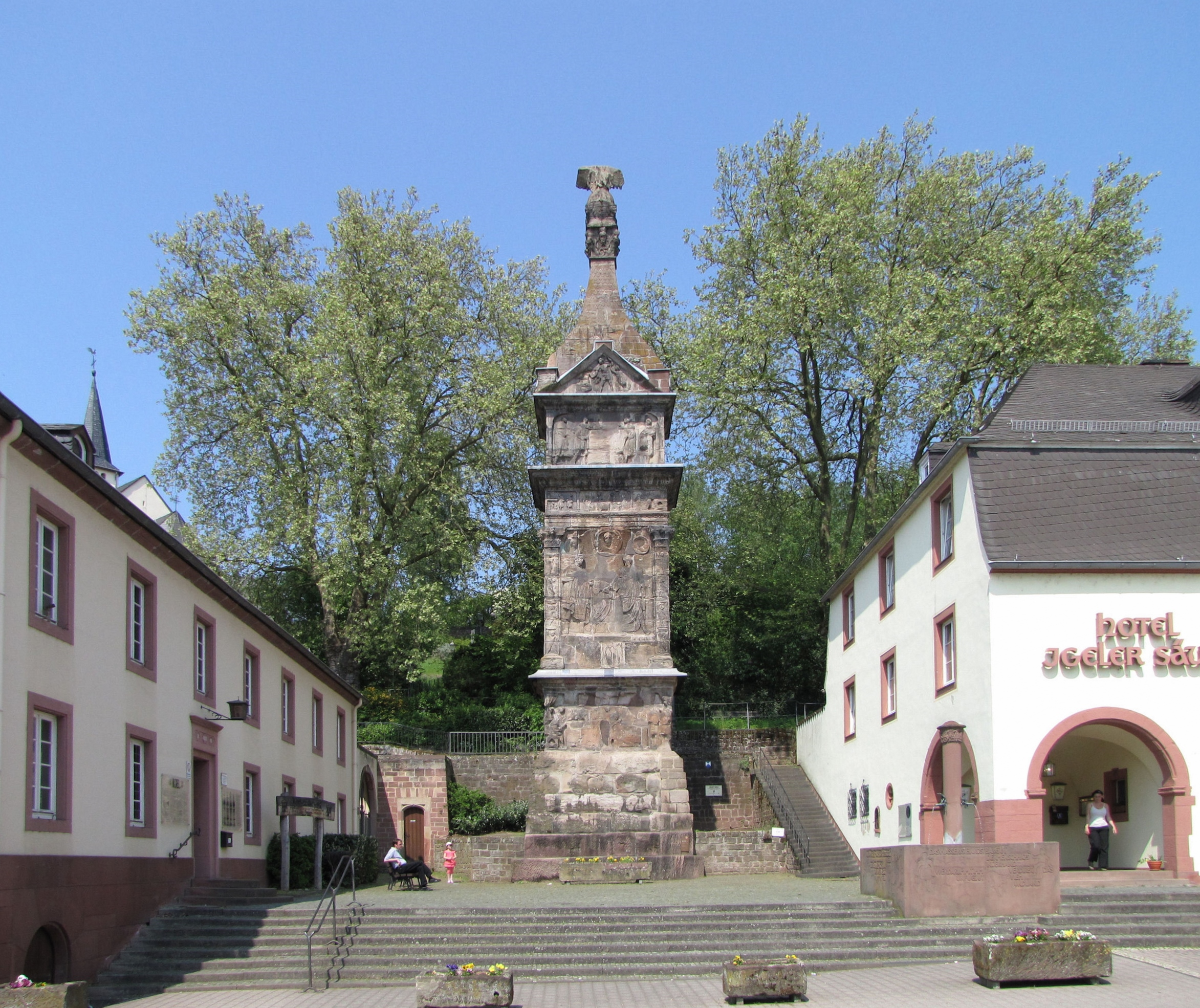
Cột Igel